# Acalolepta densefuscomarmorata
Acalolepta densefuscomarmorata là một loài bọ cánh cứng trong họ Cerambycidae.